# Aphanogmus angustipennis
Aphanogmus angustipennis är en stekelart som beskrevs av Szelenyi 1940. Aphanogmus angustipennis ingår i släktet Aphanogmus och familjen pysslingsteklar. Inga underarter finns listade i Catalogue of Life.